# Плеве (род)
Пле́ве (нем. von Plehwe) — немецкий и российский дворянский род.
Родоначальником русской ветви рода является Эрнст Альбрехт фон Плеве (1752—1790).
- Его сын Эрнст Георг фон Плеве (ок. 1781—?)
  - Адам Григорьевич (1816—1892)
    - Александр Адамович (1844—1916)
    - Павел Адамович (1850—1916) — генерал от кавалерии

  - Константин Григорьевич (1820—1901)
    - Вячеслав Константинович (1846—1904) — российский государственный деятель
∞ Зинаида Николаевна Ужумецкая-Грицевич (ум. 1921)
      - Николай Вячеславович (1871—после 1929) — сенатор, член Государственного совета
      -  Елизавета, замужем за сенатором Н. И. Вуичем, в эмиграции в США.

Определением Правительствующего сената 12 Марта 1891 года, статский советник Константин Григорьевич фон Плеве и его сын сенатор, тайный советник Вячеслав с детьми его Николаем и Елизаветой признаны в потомственном дворянстве с правом на внесение в третью часть дворянской родословной книги, по пожалованному первому из них 30 августа 1873 года ордену Св. Владимира 4-й степени.

## Описание герба
Щит пересечён и полурассечён. В правой рассечённой золотой части две черные перевязи вправо; в левой лазоревой части семь серебряных о шести лучах звезд (1, 2, 4). В нижней пересечённой лазоревой части выходящая из серебряных облаков правая рука в серебряных же латах, держащая золотой опрокинутый якорь.
На щите дворянский коронованный шлем. Нашлемник: два чёрных орлиных крыла, между которыми золотая о шести лучах звезда. Намёт на щите справа — чёрный с золотом, слева — лазоревый с серебром. Герб рода дворян фон Плеве внесён в Часть 15 Общего гербовника дворянских родов Всероссийской империи, стр. 91.